# 李運強
李運強（英語：Patrick Lee，1940年—），上市公司理文造紙（港交所：2314）主席，原籍海南瓊海，祖父李祥標為海南船王。
1945年隨親人到香港接受教育，之後跟三叔李桐楠學經商，其後創業，生產錄音帶Manatex品牌。在1976年，已經成為百萬富翁。至二零二二年其資產约三百億港幣。
公司年報介紹，李運強是主席，其長子李文俊是董事。李運強是香港海南商會會長、廣東省政協常務委員。

## 家庭
李運強已婚，有兩名妻子：李黃惠娟、李衛少琦，有六名子女：李文俊（Raymond）、李文恩（Norman）、李文斌（Edmond）、李文慧（Marina）、李文禎（Roletta）、李文麗（Rosanna）。孫兒李健鋒（Timothy）、李宏進（Stephen）。

## 名下馬匹
李運強、李黃惠娟、李衛少琦、李文俊（Raymond）、李文恩（Norman）、李文斌（Edmond）、李文慧（Marina）、李文禎（Roletta）、李文麗（Rosanna）一家九人是香港賽馬會會員、馬主，名下馬匹先後以「手袋」、「海南」、「包裝」兩字命名，分別包括包裝武士、包裝猛將（CK308）、包裝明星、包裝寶馬、包裝時代、包裝得勝、包裝必勝、包裝福星（DJ454）、包裝戰將（開心開心團體，李黃惠娟、李文俊母子除外）、手袋之星、手袋之寶、手袋威龍、海南威龍、海南猛龍、包裝福星（CB223）、包裝大師、包裝司令、包裝好好、包裝奔馳、五十五十、八十八十、包裝至善、L013（李運強與李黃惠娟）、手袋名將、包裝英雄、包裝老友、包裝好友、包裝高士、包裝勝將、包裝天才、包裝昇威、包裝之材、包裝全承、包裝英明（李衛少琦）、包裝至尊、包裝選擇、包裝大哥、包裝美好、包裝精銳、包裝騎士、包裝巨星、九十九十、海南之星、包裝長勝、包裝大聖、包裝猛將（DJ284）、包裝福將、K570（李文俊與李黃敏儀（Money Wong）夫婦）、包裝博士、包裝鬥士、包裝奇兵、包裝征神、包裝威王、包裝旋風（李文恩）、包裝小子、包裝之寶、包裝動力、包裝才子、包裝貴族、包裝喜悅、包裝永旺、包裝永勝、包裝太保、包裝大獎、包裝智星、包裝智威、包裝智勁、包裝智上、包裝明駒、包裝創新、L112（李文斌與李何芷韻）、包裝千里、包裝風雲（李文慧）、包裝高勝、包裝天將（李文禎）、包裝禮物、包裝希望（李經緯與李文麗）等等，另外，他的堂侄李浩中亦擁有名下馬包裝伯樂。
精彩鬥士於香港退役後，李文斌與原馬主譚毓楨合資，並沿用包裝選擇的綵衣；另外，一級賽澳洲盃冠軍哈霖李運強擁有大部份權利。
李運強家族通常經過Tartan Bloodstock（周邦華旗下）、Hong Kong Bloodstock（Anthony Fan）購入馬匹，亦有透過金牌馬販大衛派斯（好價賽馬有限公司）引入馬匹。

## 外部參考
- 李運強父子兵同創紙業王國(文匯報) （页面存档备份，存于）
- 父親鋪路 培育現代紙王(太陽報) （页面存档备份，存于）